# Phanaeus dionysius
Phanaeus dionysius es una especie de escarabajo del género Phanaeus, familia Scarabaeidae. Fue descrita científicamente por Kohlmann, Arriaga-Jiménez & Rös en 2018.
Se distribuye por México. Mide aproximadamente 16,5 milímetros de longitud. Es de color negro opaco, con un cuerno largo y delgado fuertemente curvado sobre el pronoto.